# Hillman Avenger
La Hillman Avenger è un'autovettura prodotta dal Gruppo Rootes tra il 1970 ed il 1981 e commercializzata inizialmente col marchio Hillman (Sunbeam su alcuni mercati del Nord Europa ed in Italia, mercato nel quale fu commercializzata dal 1973) e successivamente Chrysler e Talbot.

## La genesi

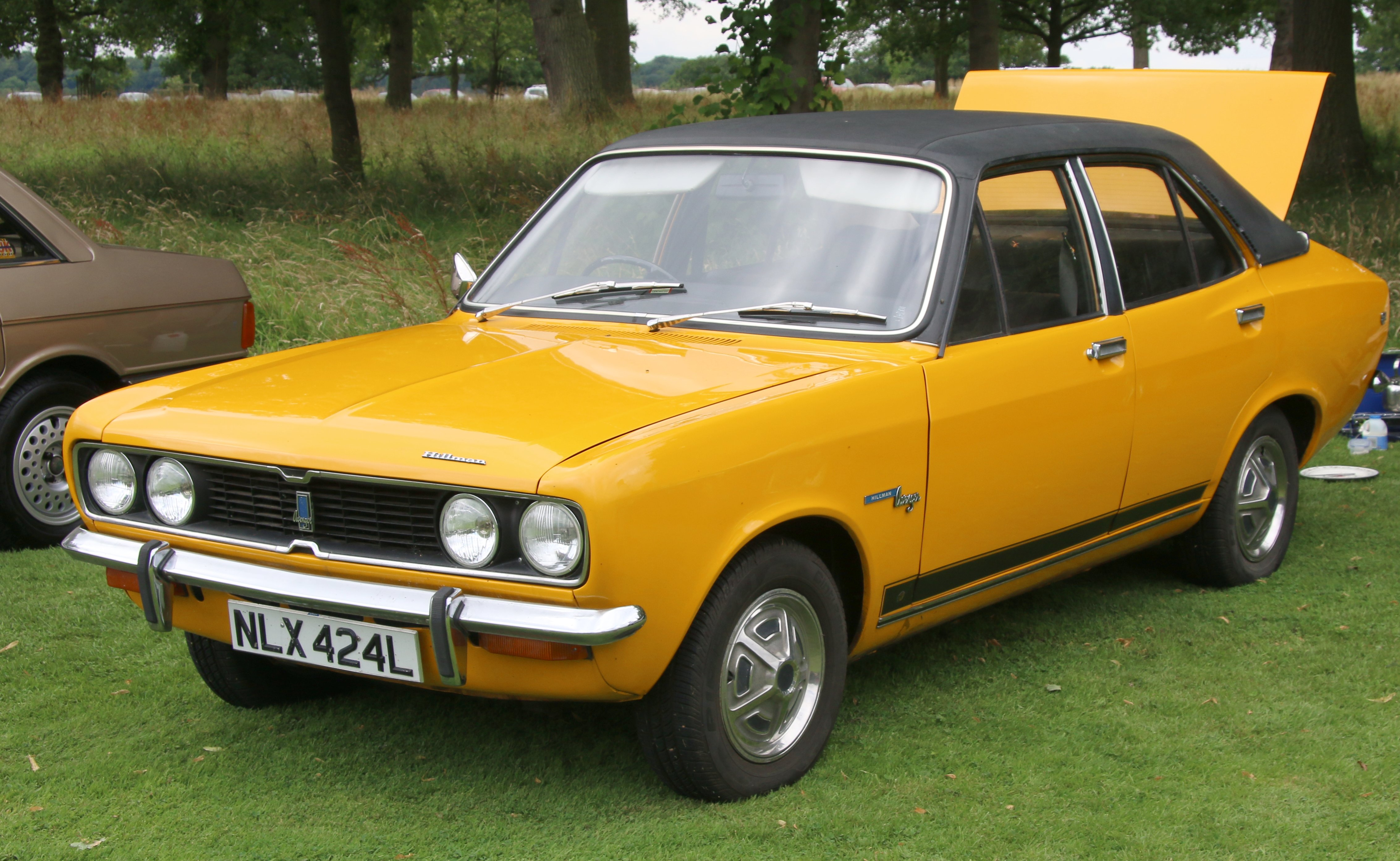
Hillman Avenger 1500 del 1972

A metà degli anni sessanta il Gruppo Rootes, che stava per lanciare i frutti del progetto Arrow (vale a dire le vetture di classe medio-alta Hillman Hunter e Humber Sceptre), aveva la necessità di completare la gamma, colmando il gap esistente tra queste e la piccola Hillman Imp. Si trattava di una fetta di mercato molto importante, dominata sul mercato interno, dalle Ford Escort e dalle Austin 1100/1300. La British Leyland, inoltre, stava per introdurre un nuovo e più tradizionale modello, la Morris Marina.
Venne così avviato il progetto B-car, che doveva rispettare obiettivi ambiziosi: la nuova medio-piccola doveva essere spaziosa, economica, sicura, divertente da guidare e sfruttare il più possibile organi meccanici già esistenti.
Confermati quindi i 4 cilindri in linea monoalbero laterale (con aste e bilancieri), la trazione posteriore, i cambi manuali a 4 rapporti, l'impianto frenante misto (ma con servofreno) e l'avantreno MacPherson, la principale novità tecnica della B Car era la sospensione posteriore ad assale rigido con 4 bracci.
La carrozzeria, berlina a 3 volumi con coda molto spiovente (semi-fastback) di chiara ispirazione statunitense, non aveva particolari spunti di originalità, ma era gradevole, funzionale e molto sicura (grazie ai numerosi crash test eseguiti in fase di progettazione).
La Avenger venne lanciata nel febbraio del 1970 nella sola versione berlina a 4 porte, con motori di 1248 e 1498cm³ (entrambi alimentati a carburatore singolo), negli allestimenti DL, GL e Super.
Stampa specializzata e pubblico accolsero positivamente la nuova nata, grazie alla linea piacevole, all'equipaggiamento completo e alla buona maneggevolezza garantita dalla sospensione posteriore.

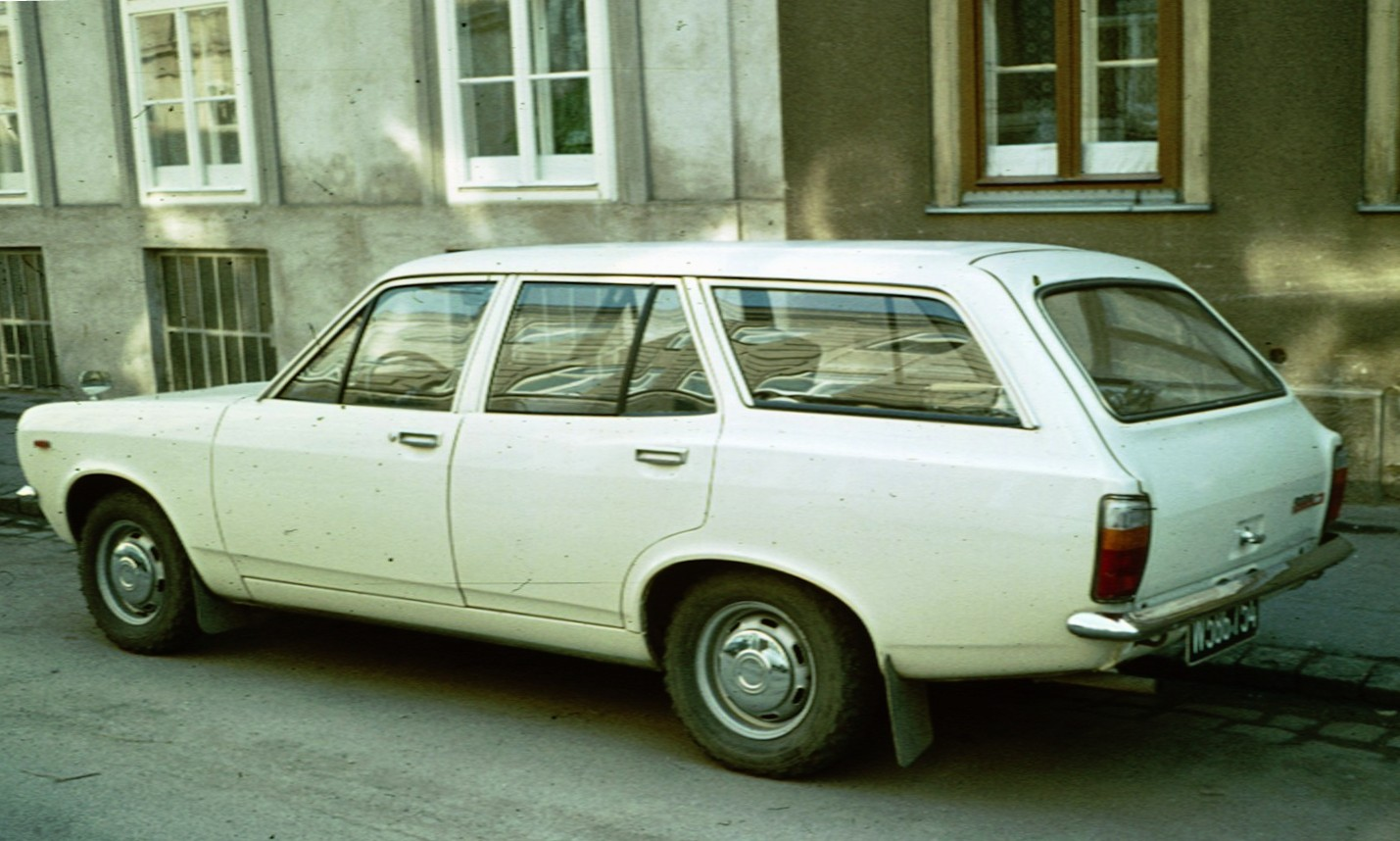
La versione Station wagon

## L'evoluzione
Il buon comportamento stradale indusse il pubblico a richiedere prestazioni più elevate di quelle consentite dai, rispettivamente, 53 e 63 CV dei motori 1250 e 1500. Nell'ottobre del 1970 venne così lanciata la versione 1500 GT con alimentazione a 2 carburatori, potenza di 75 CV, tetto in vinile e bande adesive nere.

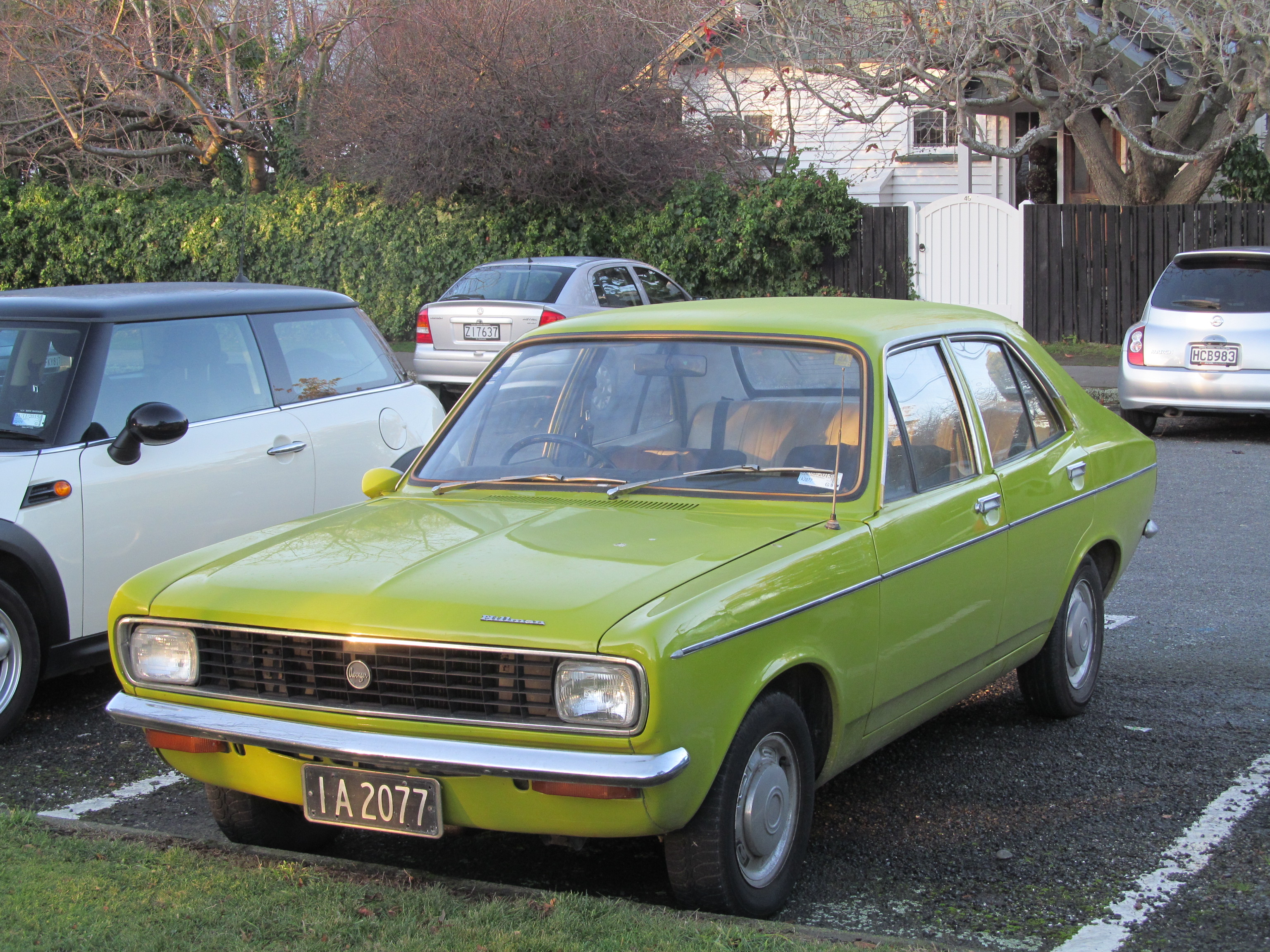
Hillman Avenger 1600 Super del 1976

Nel 1972 vennero introdotte le varianti Estate (ossia station wagon) e 2 porte. La prima era disponibile solo con i motori 1250 e 1500 a carburatore singolo, la seconda anche in versione GT.
Nel 1973 la cilindrata dei motori 1250 e 1500 passò, rispettivamente, a 1298 cm³ e a 1599 cm³, con lievi incrementi di potenza (ad esempio la GT passava da 75 ad 81 CV).
Nel 1976 un restyling interessò il frontale, dove comparvero fari più squadrati (prima erano più arrotondati e addirittura doppi e tondi sulle GT) e una nuova mascherina, gli interni ed altri elementi estetici minori. Da questo momento la Avenger venne commercializzata con marchio Chrysler.
Nel 1979 la Avenger venne commercializzata sul solo mercato interno (le esportazioni del modello cessarono) col marchio Talbot.

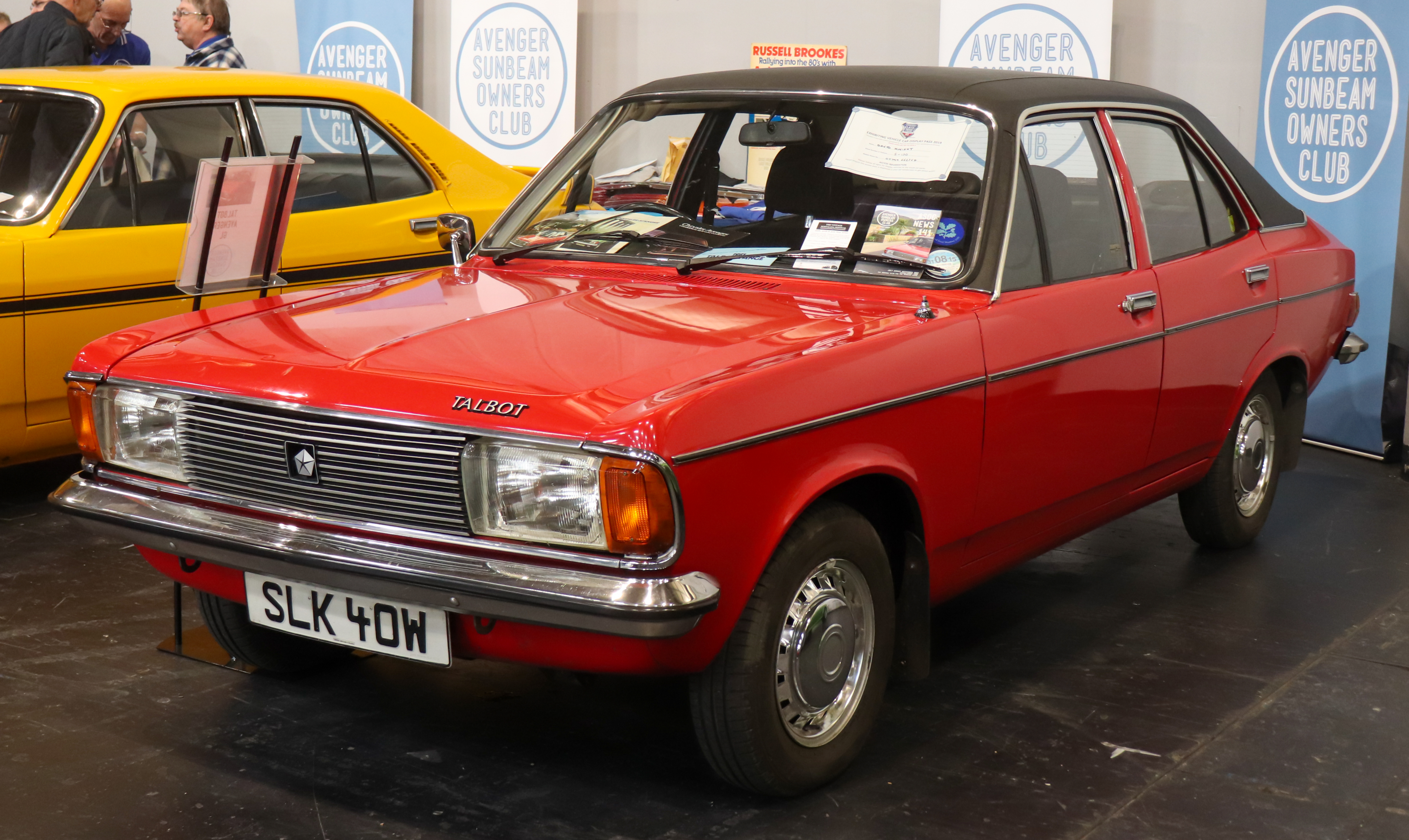
Talbot Avenger GL 1.6 del 1981

La produzione terminò nel 1981, dopo 638.631 esemplari costruiti.

## Avenger Tiger
Tra il 1972 ed il 1973 vennero prodotti 2 lotti di Avenger sportive, spinte dal 4 cilindri di 1498 cm³ e denominate Tiger.

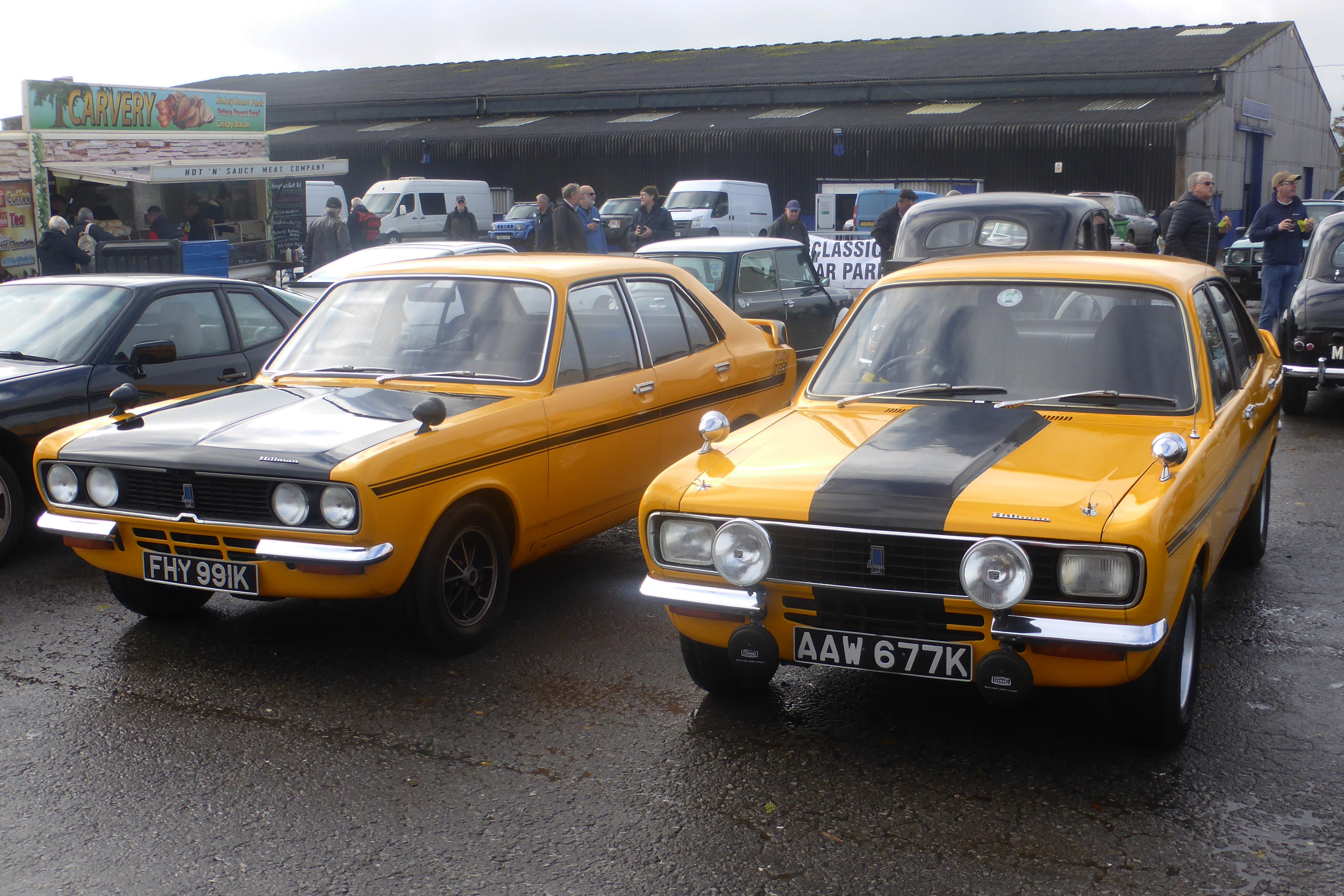
Da sinistra, la Avenger Tiger MkI e la MkII

Il primo lotto (Tiger-200 esemplari), disponibile solo in giallo con strisce nere, paraurti cromati, cerchi in lega leggera e fari singoli, aveva una potenza massima di 93 CV, mentre la seconda serie (Tiger II-450 unità), con doppi fari circolari, paraurti neri e una più vasta gamma di colori, disponeva di 107 CV. È possibile che almeno parte della differenza di potenza tra Tiger e Tiger II fosse dovuta al cambio del sistema di calcolo (DIN-SAE), però secondo prove su strada dell'epoca pubblicate su riviste inglesi (le due versioni vennero vendute sul solo mercato britannico) le Tiger II avevano consistenti miglioramenti in prestazioni e consumi.

## LeAvengerextraeuropee
La Avenger venne commercializzata, opportunamente adeguata alla normativa locale, tra il 1971 ed il 1973, anche negli USA come Plymouth Cricket.
La Cricket era disponibile unicamente con motore 1500 da 69 CV (abbinabile anche ad un cambio automatico a 3 rapporti), nelle varianti berlina 4 porte e station wagon. L'inasprirsi della normativa statunitense in materia di inquinamento indusse il gruppo Rootes, date le scarse vendite, a togliere di listino il modello.

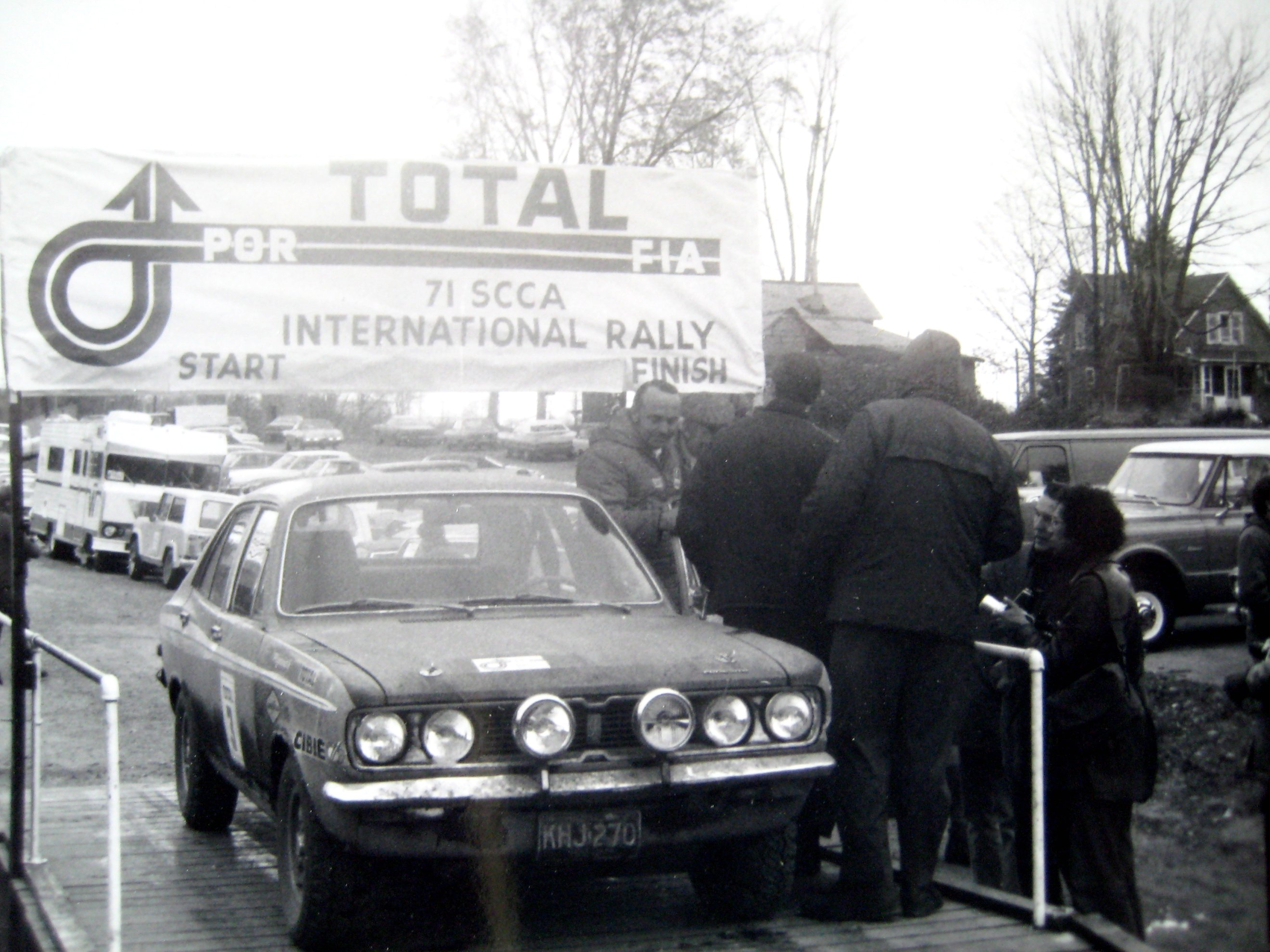
Plymouth Cricket del 1971

La Avenger, tuttavia, fu una sorta di world car ante litteram, dal momento che venne prodotta e commercializzata, tra il 1971 ed il 1990, anche in Sudamerica:
- in Brasile entrò in produzione sul finire del 1972 con il nome Dodge 1800, nella sola versione berlina 2 porte, spinta da un 4 cilindri di 1,8 litri. Inizialmente ebbe scarso successo a causa delle modeste prestazioni e di alcuni problemi d'affidabilità; potenziato il motore e risolti i problemi l'auto (ribattezzata dal 1976 Dodge Polara) ebbe un certo successo. Restilizzata nel 1978, la produzione cessò (dopo 92.665 esemplari prodotti) nel 1981; l'anno precedente la Volkswagen aveva rilevato le attività brasiliane della Chrysler[2];
- in Argentina fu prodotta per Chrysler Fevre dal 1971 come Dodge 1500. Era una berlina 4 porte, spinta da un 4 cilindri di 1,5 litri, affiancato nel 1975 da uno di 1,8 litri. Nel 1978] l'auto fu restilizzata e affiancata dalla station wagon Rural. Nel 1980 la Chrysler Argentina fu rilevata dalla Volkswagen: l'auto fu ribattezzata Volkswagen-Dodge 1500, restando invariata sino al 1982, quando fu nuovamente ridisegnata e rinominata Volkswagen 1500. La produzione cessò nel 1990, dopo 262.668 unità[3].

La Avenger venne prodotta anche in Nuova Zelanda dal 1971 al 1981.